# هالة لطفي
هالة لطفي (3 يوليو 1973 -) هي مخرجة أفلام سينمائية مصرية.

## تعريف
ولدت هالة لطفي في 3 يوليو 1973 وهي مصرية الجنسية وتعمل كمخرجة أفلام سينمائية؛ تخرجت هالة لطفي من جامعة القاهرة حيث درست الاقتصاد والعلوم السياسية وتخرجت عام 1995م ثم درست الإخراج في المعهد العالي للسينما وتخرجت بتقدير عام امتياز سنة 1999م.

## مهرجان وجوائز
- اختيار فيلم «الخروج للنهار» ضمن قائمة أهم 100 غيلم عربي في مهرجان دبي السينمائي الدولي.[3]
- جائزتي فيبريسكي وأفضل مخرج من العالم العربي في مسابقة آفاق جديدة من مهرجان أبوظبي السينمائي.[4][5]
- التانيت البرونزي في المسابقة الرسمية بمهرجان أيام قرطاج السينمائية.
- جائزة الأسد الذهبي في المسابقة الرسمية بمهرجان وهران للفيلم العربي.
- جائزة أفضل فيلم أفريقي من مهرجان السينما الإفريقية في ميلانو.[6]
- مهرجان تطوان الدولي التاسع عشر.
- مسابقة المخرجين الجدد في مهرجان سياتل الدولي السينمائي في سياتل _ الولايات المتحدة.
- اللقاءات الدولية للسينمات العربية في مرسيليا_فرنسا.
- مسابقة الأفلام الطويلة في مهرجان السينما الأفريقية في ميلان_إيطاليا.[7]
- مهرجان الوان للأفلام في نيويورك _الولايات المتحدة.
- مهرجان MOOOV.
- مهرجان bribs eye view .
- مهرجان برلين forum.[8]
- مهرجان اللقصر للسينما الأوروبية.
- مهرجان serseliafam.
- مهرجان معهد العالم العربي في المسابقة الرسمية.
- جائزة احسن فيلم تسجيلي طويل من مهرجان روتردام العربي 2004_جائزة السيناريو من مهرجان بيونجيانج 2005.

## أهم الأعمال
فيلم (الخروج للنهار) حصل علي جائزة مهرجان دبي السينمائي الدولي وضمن أهم ف100 فيلم عربي والتي ضمها كتاب صادر بعنوان «سينما الشغف» وشارك في تحرير هذا الكتاب 475من نخبة النقاد السينمائين ويصدر الكتاب باللغتين العربية والإنجليزية ليقدم دراسة من خلال تلك الأفلام بالإضافة إلي معالجة نقدية لكل فيلم شارك فيها 20 من كبار النقاد في الشرق الأوسط ويعتبر فيلم (الخروج للنهار)من إخراج وتاليف هالة لطفي وتدور احداث الفيلم حول محنة أسرة فقيرة في أحد احياء القاهرة الشعبية؛ حيث أب متقاعد«احمدلطفي» وام ممرضة«سلمي النجار» مع ابنة«دينا ماهر» تواجه مشكلات في التعبير عن مشاعرها وأحلامها بعد ان أصبحت في الثلاثين من عمرها ولم ترتبط بعد.
كتبت هالة لطفي عن النقد السينمائي لمدة عام في جريدة الدستور كمساعدة للإخراج في ثلاثة أفلام سينمائية طويلة في السوق التجاري قبل ان تقرر أنه ليس المجال الذي تنتمي إليه؛ وبعد التخرج قامت بإخراج ثلاثة أفلام تسجيليه في ثلاثة سنوات متتالية حصلت جميعها علي جوائز وعرضت في العديد من المهرجانات الدولية (نموذج تهاني_صور من الماء والتراب وعن الشعور بالبرودة)؛ وفي عام 2011 اختارتها النجمة شارلوت راميلينج للحصول علي جائزة (كاترين كارتليدج) التي تمنح كل عام لصوت سينمائي جديد يعكس استقلالاً وتميزاً؛ وبالأشتراك مع فريق عمل فيلم (الخروج للنهار)أسست مجموعة «حصالة» للفن المستقل لدعم السينمائين الشباب ومساعدتهم علي إنجاز مشاريعهم بالقدرالأكبر من الاستقلال وبعيداً عن السوق التجاري.

## أعمال فنية أخرى
في 2004 قامت بإخراج سبع أفلام تليفزيونية وثائقية لحساب قناة الجزيرة ضمن سلسلة«غرب أمريكا اللاتينية»منها «ضائع في كوستاربكا»الذي عرض في مهرجان معهد العالم العربي في المسابقة الرسمية عام 2006؛ وتطوعت هالة لطفي لتصوير مواد توثيقية لصالح جمعيات رقابة مدنية أبرزها حركة (شايفينكم) التي اخرجت لها فيلم عن بيع محلات عمرافندي بالقاهرة؛ وفي عام 2008 كتبت سيناريو فيلم«جلطة» وحصلت في نفس العام علي منحة الإنتاج من الصندوق العربي للثقافة والفنون وبدأالتصوير 2010 واستؤنف بعد الثورة مع تغيير الاسم إلي (الخروج للنهار).
- كل ذلك الصوت الجميل (فيلم روائي قصير _المعهد العالي للسينما)مشروع السنة الثالثة وحصل علي جائزة العمل الأول من المهرجان القومي للسينما 1998م.
- رجاء عدم الانتظار (فيلم روائي قصير_المعهد العالي للسينما)مشروع التخرج 1999م.
- عن الشعور بالبرودة(المركز القومي للسينما) حصل علي جائزة أحسن فيلم تسجيلي طويل من مهرجان رودتردام العربي 2004_جائزة السيناريو من مهرجان بيونجيانج 2005م.[12]
- سبع حلقات من سلسلة «عرب أمريكا اللاتينينة»إنتاج قناة الجزيرة من 2005إلي 2006.
- الخروج للنهار(حصالة للإنتاج الفني 2012).[13]

## وصلات خارجية
- فيلم (الخروج للنهار).
- هالة لطفي على موقع IMDb (الإنجليزية)
- هالة لطفي على موقع قاعدة بيانات الأفلام العربية
- هالة لطفي على موقع قاعدة بيانات الفيلم (الإنجليزية)